# Haoping (köpinghuvudort i Kina, Hubei Sheng, lat 32,75, long 111,26)
Haoping (kinesiska: 蒿坪, 蒿坪镇) är en köpinghuvudort i Kina. Den ligger i provinsen Hubei, i den centrala delen av landet, omkring 370 kilometer nordväst om provinshuvudstaden Wuhan. Antalet invånare är 9 067. Befolkningen består av 4 439 kvinnor och 4 628 män. Barn under 15 år utgör 14,0 %, vuxna 15-64 år 75 %, och äldre över 65 år 9,0 %.
Runt Haoping är det ganska tätbefolkat, med 160 invånare per kvadratkilometer. Närmaste större samhälle är Xijiadian, 7,6 km väster om Haoping. Trakten runt Haoping består till största delen av jordbruksmark.
Genomsnittlig årsnederbörd är 900 millimeter. Den regnigaste månaden är augusti, med i genomsnitt 167 mm nederbörd, och den torraste är januari, med 8 mm nederbörd.